# Sempusari
Sempusari is een bestuurslaag in het regentschap Jember van de provincie Oost-Java, Indonesië. Sempusari telt 10.056 inwoners (volkstelling 2010).